# Georg Wichura
Georg Karl Wichura (Ratibor, 15. prosinca 1851. -  Frankfurt na Odri, 11. prosinca 1923.) je bio njemački general i vojni zapovjednik. Tijekom Prvog svjetskog rata zapovijedao je s 5. pješačkom divizijom, te VIII. pričuvnim korpusom na Zapadnom bojištu. 

## Vojna karijera
Georg Wichura rođen je 15. prosinca 1851. godine u Ratiboru (danas Raciborz u Poljskoj). Wichura je u vojsku kao kadet stupio 1872. godine, nakon čega je služio u raznim vojnim jedinicama. Od 1880. do 1883. godine pohađa Prusku vojnu akademiju. U srpnju 1900. odlazi u Kinu gdje sudjeluje u gušenju Bokserskog ustanka za što je i odlikovan. Čin pukovnika dostigao je 1906. godine, general bojnikom je postao 1910. godine, dok je 1912. godine promaknut u čin general poručnika kada dobiva i zapovjedništvo nad 5. pješačkom divizijom smještenom u Frankfurtu na Odri na čijem čelu dočekuje i početak Prvog svjetskog rata.

## Prvi svjetski rat
Na početku Prvog svjetskog rata 5. pješačka divizija je ušla u sastav III. korpusa kojim je zapovijedao Ewald von Lochow koji se pak nalazio u sastavu 1. armije kojom je na Zapadnom bojištu zapovijedao Alexander von Kluck. Zapovijedajući 5. pješačkom divizijom Wichura sudjeluje u Graničnim bitkama i to Bitci kod Monsa i u Bitci kod LeCateaua, te nakon toga u Prvoj bitci na Marni i Prvoj bitci na Aisnei.
U rujnu 1915. Wichura je sa svojom divizijom trebao biti premješten na Istočno bojište. Međutim, divizija je vraćena, te je sudjelovala u suzbijanju francuskog napada u Drugoj bitci u Champagni, nakon koje bitke je ostala držati položaje u navedenoj pokrajini.
U veljači 1916. Wichura zajedno s 5. pješakom divizijom sudjeluje u Verdunskoj bitci u kojoj je divizija pretrpjela velike gubitke. Wichura u rujnu 1916. postaje zapovjednikom VIII. pričuvnog korpusa, te je u ožujku 1917. unaprijeđen u generala pješaštva. U travnju 1917. sa svojim korpusom sudjeluje u Bitci kod Arrasa u kojoj uspješno odbija francuski napad. Za zapovijedanje u navedenoj bitci odlikovan je 26. travnja 1917. ordenom Pour le Mérite.
U srpnju 1918. Wichura s VIII. pričuvnim korpusom sudjeluje u Drugoj bitci na Marni, posljednjem njemačkom napadu Proljetne ofenzive koji je nakon početnog napredovanja završio njemačkim neuspjehom.

## Poslije rata
Nakon završetka rata i povratka u domovinu, Wichura preuzima zapovjedništvo nad V. korpusom. Navedenim korpusom zapovijeda sve do rujna 1919. kada je na vlastiti zahtjev umirovljen. 
Georg Wichura preminuo je 11. prosinca 1923. godine u 72. godini života u Frankfurtu na Odri.     

## Vanjske poveznice
(eng.) Georg Wichura na stranici Prussianmachine.com

(njem.) Georg Wichura na stranici Deutschland14-18.de

(njem.) Georg Wichura na stranici Lexikon Erster Weltkrieg.de[neaktivna poveznica]